# 226 км (зупинний пункт, Шевченківська дирекція Одеської залізниці)
226 кіломе́тр — пасажирський залізничний зупинний пункт Шевченківської дирекції Одеської залізниці на неелектрифікованій лінії Цвіткове — Багачеве між станціями Іскрене (7 км) та Багачеве (7 км). Розташований у західній частині села Стецівка Звенигородського району Черкаської області.

## Пасажирське сполучення
На платформі 226 км зупиняються приміські дизель-поїзди сполученням Черкаси — Умань.